# Ehrharta ottonis
Ehrharta ottonis är en gräsart som beskrevs av Carl Ernst Otto Kuntze och Christian Gottfried Daniel Nees von Esenbeck. Ehrharta ottonis ingår i släktet Ehrharta och familjen gräs. Inga underarter finns listade i Catalogue of Life.